# چرمن
چرمن یک فیلم محصول کشور اتحاد جماهیر شوروی در سبک درام است. این فیلم در سال ۱۹۷۰ و توسط استودیو فیلم گرجستان ساخته شد.